# Sealink International Grand Prix
Le Sealink International Grand Prix est une ancienne course cycliste internationale à étapes, organisée de 1978 à 1985 au Royaume-Uni. 

## Palmarès
| Année | Vainqueur         | Deuxième                   | Troisième                  |
| ----- | ----------------- | -------------------------- | -------------------------- |
| 1978  | Vlastibor Konečný | Charkid Zagretdinov        | Zdeněk Bartoníček (de)     |
| 1979  | Billy Kerr (en)   | John Parker                | Michael Orre               |
| 1980  | Bob Downs (en)    | Morten Sæther              | Bert Wekema (de)           |
| 1981  | Michal Klasa      | Vlastibor Konečný          | Falk Boden                 |
| 1982  | Dirk De Wolf      | Zbigniew Szczepkowski (pl) | Malcolm Elliott            |
| 1983  | Bert Wekema (de)  | Anthony Doyle              | Zbigniew Szczepkowski (pl) |
| 1984  | Malcolm Elliott   | Anthony Doyle              | Dudley Hayton (en)         |
| 1985  | Joey McLoughlin   | Lars Erik Jensen           | Shane Sutton               |

## Liens interne et externe
- Liste des anciennes courses cyclistes
- Palmarès du Sealink International Grand Prix sur firstcycling.com